# Вера Чаславска
Вера Чаславска  (чеш. Věra Čáslavská; Праг, 3. мај 1942 — 30. август 2016) била је чехословачка гимнастичарка. Популарна, весела, плава девојка освојила је 22 медаље на међународним такмичењима, од тога рекордних 7 златних на олимпијским играма. 
Рођена је у Прагу и прво почела да се бави уметничким клизањем. Први пут се појавила на светском првенству у гиманстици 1958. и освојила сребрну медаљу у екипном вишебоју. На Олимпијским играма 1960, такође је освојила сребро са чехословачком екипом. Године 1962, била је друга у појединачном вишебоју на светском првенству у гимнастици, иза Ларисе Латињине. 
Чаславска је доминирала на Олимпијским играма 1964. у Токију, победивши у вишебоју, у вежбама на греди и прескоку, уз екипну сребрну медаљу. Екипно злато освојила је на светском првенству 1966, чиме је прекинута доминација Совјетског Савеза. 
Доминирала је и на Олимпијским играма 1968, освојивши медаље у свих 6 дисциплина, 4 злата (вишебој, партер, разбој, прескок) и 2 сребра (екипни вишебој и греда). Мексичку публику је посебно раздрагала вежбом на тлу уз мексичку музику. Кратко после олимпијских игара, удала се за Јозефа Одложила, освајача сребрне медаље у трци на 1500 метара на олимпијади 1964. 
Њене победе 1968. имале су посебан емотивни значај због политичких превирања у Чехословачкој. Дала је подршку демократском покрету Прашко пролеће, и због тога јој је ускраћено право да путује у иностранство и да се такмичи. После пада комунизма 1989, постала је саветник председника Чешке, а 1995. члан МОК-а. 
Године 2015. дијагностициран јој је рак панкреаса. Лета 2016. године, њено здравље је значајно погоршано и преминула је 30. августа у Прагу.